# Hypocreales
Gli Hypocreales sono un ordine di funghi presenti all'interno della classe di Sordariomycetes, comprende sette famiglie, 237 generi and 2647 specie. Recentemente un numero considerevole di taxa sono stati identificati e compresi in questo ordine, inclusa la famiglia delle Stachybotryaceae.
Le specie di Hypocreales sono generalmente riconosciute dai loro colori sgargianti dell'ascocarpo, o dalle loro strutture che producono spore. Esse sono spesso gialle, arancioni o rosse.

## Genereincertae sedis
I generi da collocare all'interno dell'ordine Hypocreales sono, stando a quanto affermato dal Profilo degli Ascomycota del 2007, alquanto incerti (incertae sedis), e non sono per questo ancora assegnati ad alcuna famiglia.
- Bulbithecium
- Emericellopsis
- †Entropezites[4]
- Escovopsis
- Geosmithia
- Hapsidospora
- Leucosphaerina
- Metadothella
- †Mycetophagites[4]
- Nigrosabulum
- Payosphaeria
- Peethambara
- Peloronectria
- Pseudomeliola
- Scopinella
- Ticonectria
- Tilakidium
- Ustilaginoidea